# مارفن ألين (لاعب كرة قدم)
مارفن ألين (بالإنجليزية: Marvin Allen)‏ هو لاعب كرة قدم أمريكي، ولد في 6 يناير 1915 في ويلمينغتون في الولايات المتحدة، وتوفي في 13 سبتمبر 1996.